# Olli Ilmari Rehn
Olli Rehn (Mikkeli, Finlàndia, 1962) és un polític finlandès que actualment és Comissari Europeu d'Assumptes Econòmics i Monetaris a la Comissió Barroso.

## Biografia
Va néixer el 31 de març de 1962 a la ciutat de Mikkeli, població situada a la província de Finlàndia Oriental. Va estudiar economia, relacions internacionals i periodisme al Macalester College de Saint Paul, ciutat situada a l'estat nord-americà de Minnesota. Posteriorment amplià els seus estudis realitzant, l'any 1989, un màster de ciències polítiques a la Universitat de Hèlsinki així com un doctorat en filosofia a la Universitat d'Oxford (Anglaterra).
Aficionat al futbol, fou jugador professional en l'equip de la seva ciutat natal, el Mikkelin Palloilijat, amb el qual jugà en la primera divisió finlandesa.

## Activitat política
Va començar la seva carrera política com a regidor a la ciutat de Hèlsinki l'any 1988 pel Partit del Centre, també anomenat Keskusta. Vicepresident d'aquest partit entre 1988 i 1994, el 1991 fou escollit diputat al Parlament de Finlàndia, dirigint la delegació del seu país al Consell d'Europa i esdevenint conseller especial del primer ministre Esko Aho entre els anys 1992 i 1993. Va abandonar el seu escó al parlament en obtenir l'acta d'eurodiputat al Parlament Europeu després de la integració del seu país a la Unió Europea aquell mateix any, integrant-se a l'Aliança dels Liberals i Demòcrates per Europa.
Entre 1998 i 2002 fou cap del gabinet del Comissari Erkki Liikanen, al qual succeí com a Comissari en la Comissió Prodi el juliol de 2004, assumint les mateixes carteres que Liikanen, Empresa i Societat de la Informació i els Mitjans de Comunicació, càrrecs que compartí amb l'eslovac Ján Figel'. En la formació de la Comissió Barroso el novembre de 2004 fou nomenat Comissari Europeu d'Ampliació. Des d'aquest càrrec dirigí la fase final de la integració de Bulgària i Romania, feta efectiva l'1 de gener de 2007, i fou el principal negociador de la possible adhesió de Croàcia i Turquia fins al 2010. Aquell any, amb la reforma de la comissió, fou nomenat Comissari Europeu d'Assumptes Econòmics i Monetaris, on està tenint una responsabilitat important pel que fa a la recuperació econòmica i la sortida de la recessió als països de la unió.
Rehn dona suport a la política de retallades i d'austeritat, que justificà amb l'obra del professor de Harvard Kenneth Rogoff, que va adverar-se una teoria caduca, recolzada a un error de càlcul en Excel, palesada per l'estudi del doctorand Thomas Herndon l'abril de 2013.